# Tapio
Tapio je finský bůh zmiňovaný v eposu Kalevala.
Za jeho sídlo se považovala lesnatá Tapiola, jejíž název nese například dnešní čtvrť města Espoo. Tapiova žena se jmenuje Mielikki (také je nazývána jako Paní lesů), jejich syn Nyyrikki a dcera Tuulikki[zdroj?], ale v různých zdrojích jsou zmiňovaní i jiní potomci. Protože je lesní zvěř Tapiovými stády, má Tapio moc i nad lovem. Lidé se snažili získat si jeho přízeň. Bez jeho svolení by totiž nic neulovili. Navíc ho prosili, aby ochraňoval jejich stáda dobytka, která vyháněli na pastvu do lesa. Lovci ho uctívali, obětovali mu před lovem žito, fazole, pivo či víno, aby při nich stál a vyvedl se dobrý lov.
Podle některých pověstí měl Tapio dřevěný vous a jeho oči byly bezedná jezera. Jindy měl mechové vousy a klobouk z větví a peří.

## Kalevala - stručný úvod
Kalevala je finský národní epos, který napsal Elias Lönnrot. Lönnrot byl finský filolog a spisovatel. Vystudoval medicínu a působil jako okresní lékař v Kajaani v severovýchodním Finsku. Cestoval a sbíral lidové pověsti na venkově. Během svých cest se dostal i do Karélie, kde posbíral lidovou slovesnost, na jejímž základě sestavil tzv. Starou Kalevalu, která vyšla 28. února 1835. V roce 1849 vyšla rozšířená verze Nová Kalevala. Ve stejném roce byla přeložena do češtiny Josefem Holečkem.
Kalevala je pro Finsko velmi významným dílem, které přispělo k hrdosti finského národa. Byla zásadní během tzv. národního probuzení, které ve Finsku probíhalo v 19. století. Kalevalou bylo inspirováno mnoho jiných děl (nejen ve Finsku) a ve Finsku lze nalézt odkazy na Kalevalu v různých odvětvích umění i ve společnosti. Mezi některé finské umělce inspirované Kalevalou patří například skladatel Jean Sibelius, básník Eino Leino nebo malíř Akseli Gallen-Kallela, který ji ilustroval.
Děj Kalevaly popisuje velkou část finské mytologie. Hlavními postavami jsou bratři Väinämöinen, Ilmarinen, Lemminkäinen a Kullervo, synové bájného Kalevy. Mimo ně se v ní vyskytuje mnoho mytických stvoření a bohů, ale také říše Pohjola, Tuonela a Tapiola.
28. února, tedy v den výročí vydání Staré Kalevaly, se ve Finsku slaví Den Kalevaly (Kalevalan päivä). V tento den se slaví i Den finské kultury (Suomalaisen kulttuurin päivä).

## Tapiola a další postavy vyskytující se v ní
Tapiola, nebo také Metsola (finsky metsä = les), je lesní říše, objevující se ve finském národním eposu Kalevala. Vyskytují se v ní tři hrady, které symbolizují moc boha Tapia nad celým lesem - dřevěný hrad symbolizuje moc nad stromy, kostěný nad zvířaty a kamenný nad kamením.

### Mielikki
Mielikki je bohyně lesní říše, Tapiova žena. I ona má moc nad lovem zvěře. Její jméno je odvozeno od finského slova mieli, což znamená mysl (někdy i nálada, přízeň nebo názor). Když byla lidem nakloněna nosila zlaté náramky a prsteny, když ovšem byla ve špatné náladě chodila otrhaná a nosila šperky jen z větviček a proutků a prosby lidu oslyšela - lidé ji tedy v tomto případě nazývali Kuuriki (finsky kuuro = hluchý). Mielikki se také stará o poraněná zvířata. Léčila tlapky zvířat uvízlých v pasti a zachraňovala ptáčata vypadlá z hnízda. Má spoustu služebníků, kteří jí pomáhají chránit Tapiovu zvěř. Její prací je navíc dělat les krásným a starat se, aby v něm rostly květiny.

### Tellervo a Nyyrikki
Děti Tapia a Mielikki. Dcera Tellervo ochraňuje stáda dobytka na pastvě a syn Nyyrikki ukazuje lovcům cestu ke zvěři a ochraňuje stáda.
V Kalevale se objevují i další potomci Tapia a Mielikki. Všichni si mezi sebou dělí dva základní úkoly - darování kořisti lovcům a ochranu zvěře na pastvách. U některých z nich je i možné z jejich jména odvodit, nad kterým zvířetem či rostlinou mají moc. Například dcera Lumikki může být spojována s hranostajem (finsky lumikko = hranostaj) nebo s bílými zvířaty obecně (lumi = sníh). Dalším příkladem mohou být víly stromů Pihlajatar (pihlaja = jeřáb), Katajatar (kataja = jalovec) a Tuometar (tuomi = střemcha).

### Hiisi
Zlý duch vyskytující se v horách hlubokých lesů, někdy i ve vodách. Je vůdcem celé armády zlých duchů (Hiidet). V Kalevale se jako jeho říše uvádí Hiitola. V horách mají Hiisi kovárnu, kde vyrábějí meče. Ve skále ukovali obřího koně. Hiisi stvořil hady a napomohl i ke vzniku kočky nebo havrana. Kromě koně má Hiisi i losa - oba na svět přinášejí bolest a nemoci. Hiisi ale může být přivolán i na pomoc v náročných situacích a také pomáhá lovcům získat kořist. Slovo hiisi může také označovat, většinou zlé a děsivé, místo nebo dříve i svaté místo v lese, kde lidé obětovali bohům.

### Otso
Otso je medvědí duch, který se podle Kalevaly narodil v souhvězdí Velkého vozu. Při jeho zrození hrála velkou roli Mielikki, která se o něj starala a vyrobila mu drápy a zuby ze zlaté a stříbrné větvičky, které našla v borovici. Společně s Tapiem je považován za pána lesa. Medvědi byli velmi posvátní a lidé k nim přistupovali s úctou. Byl nejposvátnější ze všech zvířat. Jeho jméno nebylo nikdy vysloveno nahlas a používali se různé jiné varianty (např. mesikämmen, kontio...). Po jeho ulovení se konal obřad Peijaiset, který zahrnoval zavěšení lebky medvěda vysoko na borovici, aby jeho duch mohl vstoupit zpět do nebe.

### Metsänneitsyt
Postava ženy, která je zepředu krásná, ale zezadu ošklivá. Snaží se proto, aby ji lovci viděli pouze zepředu. Bývá oblečena v bílých šatech a má dlouhé blonďaté vlasy. Říká se, že zezadu vypadá jako strom nebo hromada suchých větví. To však může být zapříčiněno tím, že když metsänneitsyt zmizí, zůstane člověku pohled jen na nějaký lesní objekt. Známa je také jako mettänneito, mettänpiika nebo haapaneitty.

### Ostatní
V Tapiole žijí různé bytosti jako jsou lesní víly, trollové nebo skřítci (tonttu). Například Peikko je troll nebo obr, který umí měnit velikost. Unáší děti, může být neviditelný a umí se proměnit ve skalnatou krajinu a v této podobě spát několik stovek let. Dále Keijukainen nebo také Keiju je víla. Je to krásné malé stvoření s křídly motýla nebo vážky, které se vyhýbá lidem, ale při náhodném setkání je přátelské. Menninkäinen je potom malý noční tvor se špičatou čepicí.

## Tapiova zvěř a její lov
Lovci předkládali Tapiovi obětiny, aby jim přinesl kořist. Často to byla sůl nebo obilí, jindy zlato nebo i lovcovy služby prokázané Tapiovi. Někdy je také potřeba požádat Mielikki, aby odemkla jakýsi sklep, kde je zvěř shromážděna a od níž má klíč právě ona. Tapiovu dceru Vitsary (vitsa = rákoska, prut) lovci prosili, aby jim zvěř zahnala do pasti větvičkou z jalovce.
V Tapiole se samozřejmě vyskytují i šelmy, které ohrožují zvěř na lesní pastvě. Nejobávanější je medvěd. Lidé proto prosili Mielikki, aby medvědovi zalepila tlamu medem. Na ochranu dobytka byly přivolávány na pomoc i stromové víly, Tapiovi dcery, které byly pověřené právě hlídáním stád - měly hnát stáda z pastvy do chléva březovou větvičkou.

## Původní význam slovatapio
Ačkoliv původní význam tohoto slova je nejasný, D. Juslenius zmiňuje ve svém slovníku, že slovo tapio může označovat samotný les (odvozeno ze švédského skog = les), ale i vlastníka lesa (→Tapio = pán/bůh lesa). Podle C. A. Gottlunda tapio může být pojem pro personifikaci lesa (les, který v básních vystupuje jako člověk), jelikož o lese se dříve mluvilo jako o živé bytosti.
Podobný význam dříve neslo i slovo hiisi. Tapio a hiisi jsou tedy vlastně synonyma, která jsou označením pro les a Hiisi i Tapio tak mohou být považovány za pány lesa. Podle Mikaela Agricoly byl Tapio znám pouze jako bůh lesa lidu z Häme, zatímco Hiisi byl vládcem lesa mezi Karelany. Původní význam slova hiisi také není jistý, je však známo, že Hiisi je určitá lesní bytost. Mikael Agricola v některých svých spisech popisuje hiisi jako šelmu. Z toho vyplývá, že Hiisi později získal navíc i význam ďábla, zatímco Tapio zůstal jen jako pojmenování pro pána lesa, i když ve starověkých básních může slovo tapio znamenat samotný les.
Tapio a Hiisi mohly být i pseudonymy pro nějakou tajemnou bytost žijící v lese (lidé používali slovo les i pro medvěda, aby se vyhnuli původnímu názvu zvířete).

## Tapio ve rčeních
- Tapion riihen puinti (Tapiův výmlat obilí) - označuje silný vítr typický pro pozdní zimu a opadávání jehličí ze stromů (také Tapion tuulta = Tapiův vítr)[19]
- Tapion kylvö/touko (Tapiův výsev, touko = jarní polní práce/ pěstování obilí) - když se objeví semena borovice na sněhu, znamená to 6 týdnů do jeho tání[20]Čarověník

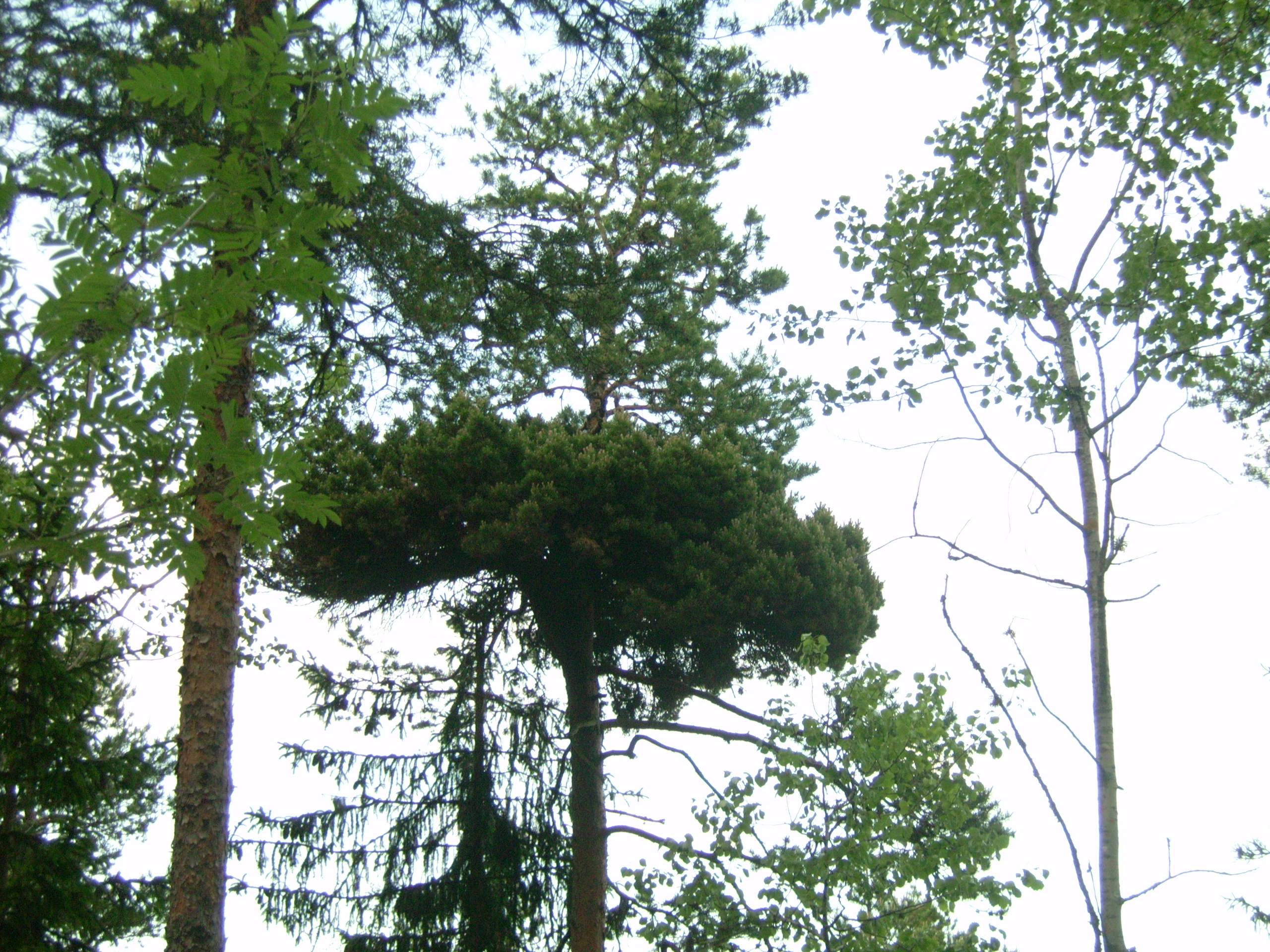
Čarověník

- Tapion tuulenkoura/tuulihattu - složenina slov tuuli (finsky vítr) a koura (pěst/drapák) nebo hattu (klobouk); označení pro hustý shluk větví na stromě, který je často způsoben onemocněním stromu[21] (tuulenpesä, česky čarověník)
- Tapion kanto (Tapiův pařez) - pařez, ze kterého rostou výhonky → Tapion hiuksiksi (Tapiovy vlasy)[21]
- Tapion sammal (Tapiův mech) - šedý mech/lišejník visící ze starých stromů[21]
- Tapion lukko (Tapiův zámek) - strom (nebo jeho část) zformovaný do kruhu[21]
- Tapion kämmen (Tapiova dlaň) - malý strom (smrk nebo borovice), jehož větve jsou stočeny dolů a ze kterých se údajně vyrábí speciální "metla" na těsto (tzv. taikinanhierin)[21]
- Tapion pöytä (Tapiův stůl) - podobný větší strom jako Tapion kämmen, jehož koruna je plochá jako stůl[21]